# 胡莲属
胡莲属（学名：Huolirion）是百合科下的一个属，为多年生草本植物。该属仅有胡莲（Huolirion montana）一种，分布于中国陕西。